# Lista de países por produção de alumínio
Esta é uma lista de países por produção de alumínio. O alumínio primário é produzido a partir de óxido de alumínio obtido da bauxita e exclui o alumínio reciclado. Apenas países com uma produção mínima de cem mil toneladas estão listados.
| País                   | Produção em mil toneladas | Ano  |
| Mundo                  | 64,000                    | 2019 |
| ---------------------- | ------------------------- | ---- |
| China                  | 36,000                    | 2019 |
| Índia                  | 3,700                     | 2019 |
| Rússia                 | 3,600                     | 2019 |
| Canadá                 | 2,900                     | 2019 |
| Emirados Árabes Unidos | 2,700                     | 2019 |
| Austrália              | 1,580                     | 2018 |
| Bahrein                | 1,400                     | 2019 |
| Noruega                | 1,300                     | 2019 |
| Estados Unidos         | 1,100                     | 2019 |
| Arábia Saudita         | 932                       | 2018 |
| Islândia               | 850                       | 2019 |
| Malásia                | 760                       | 2018 |
| África do Sul          | 714                       | 2018 |
| Brasil                 | 659                       | 2018 |
| Catar                  | 616                       | 2018 |
| Moçambique             | 571                       | 2018 |
| Alemanha               | 529                       | 2018 |
| Argentina              | 438                       | 2018 |
| França                 | 380                       | 2018 |
| Omã                    | 380                       | 2018 |
| Irã                    | 370                       | 2018 |
| Espanha                | 350                       | 2018 |
| Nova Zelândia          | 340                       | 2018 |
| Egito                  | 317                       | 2018 |
| Roménia                | 283                       | 2018 |
| Cazaquistão            | 258                       | 2018 |
| Indonésia              | 242                       | 2018 |
| Eslováquia             | 212                       | 2019 |
| Grécia                 | 184                       | 2019 |
| Suécia                 | 126                       | 2019 |
| Venezuela              | 108                       | 2019 |